# Triathlon aux Jeux méditerranéens de 2018
Navigation
Tarente 2026
Les compétitions de triathlon des Jeux méditerranéens de 2018 ont lieu le 23 juin 2018 à Altafulla dans la province de Tarragone.
Le triathlon fait sa première apparition dans le programme des Jeux méditerranéens. Deux épreuves sont au programme, le sprint masculin et le sprint féminin.

## Médaillés
| Épreuve       | Or                                      | Argent                               | Bronze                                     |
| ------------- | --------------------------------------- | ------------------------------------ | ------------------------------------------ |
| Sprint femmes | Melanie Santos (POR) 1 h 4 min 51 s 831 | Anna Godoy (ESP) 1 h 6 min 33 s 396  | Federica Parodi (ITA) 1 h 6 min 51 s 949   |
| Sprint hommes | João José Pereira (POR) 57 min 27 s 872 | Antonio Serrat (ESP) 57 min 44 s 857 | Antonio Benito López (ESP) 57 min 56 s 978 |

## Résultats
| Position           | Athlète                    | Nation   | Temps           | écart      |
| ------------------ | -------------------------- | -------- | --------------- | ---------- |
| Médaille d'or      | Melanie Santos             | Portugal | 1 h 4 min 52 s  | /          |
| Médaille d'argent  | Anna Godoy Contreras       | Espagne  | 1 h 6 min 34 s  | 1 min 42 s |
| Médaille de bronze | Federica Parodi            | Italie   | 1 h 6 min 52 s  | 2 min 0 s  |
| 4                  | Gabriela Ribeiro           | Portugal | 1 h 7 min 28 s  | 2 min 36 s |
| 5                  | Cecilia Santamaria Surroca | Espagne  | 1 h 8 min 33 s  | 3 min 41 s |
| 6                  | Tjasa Vrtacic              | Slovénie | 1 h 9 min 50 s  |            |
| 7                  | Esra Nur Gokcek            | Turquie  | 1 h 10 min 49 s |            |
| 8                  | Ipek Oztosun               | Turquie  | 2 h 10 min 15 s |            |
| 9                  | Rehab Hussein              | Égypte   | LAP             |            |
| 10                 | Maria Yiavashi             | Chypre   | LAP             |            |

| Position           | Athlète                   | Nation   | Temps           | écart      |
| ------------------ | ------------------------- | -------- | --------------- | ---------- |
| Médaille d'or      | João Pereira              | Portugal | 0 h 57 min 28 s | /          |
| Médaille d'argent  | Antonio Serrat Seoane     | Espagne  | 0 h 57 min 45 s | 18 s       |
| Médaille de bronze | Antonio Benito López      | Espagne  | 0 h 57 min 57 s | 29 s       |
| 4                  | Ognjen Stojanovic         | Serbie   | 0 h 58 min 39 s | 1 min 11 s |
| 5                  | Louis Vitiello            | France   | 0 h 58 min 55 s | 1 min 28 s |
| 6                  | Nicola Azzano             | Italie   | 0 h 59 min 20 s |            |
| 7                  | Maxime Hueber-Moosbrugger | France   | 0 h 59 min 28 s |            |
| 8                  | Domen Dornik              | Slovénie | 1 h 0 min 15 s  |            |
| 9                  | Mohamad Masoo             | Syrie    | 1 h 0 min 53 s  |            |
| 10                 | João Silva                | Portugal | 1 h 1 min 22 s  |            |

## Tableau des médailles
Pays organisateur 
| Rang  | Nation   | Or | Argent | Bronze | Total |
| ----- | -------- | -- | ------ | ------ | ----- |
| 1     | Portugal | 2  | 0      | 0      | 2     |
| 2     | Espagne  | 0  | 2      | 1      | 3     |
| 3     | Italie   | 0  | 0      | 1      | 1     |
| Total | Total    | 2  | 2      | 2      | 6     |